# Kay-Uwe Lüdtke
Kay-Uwe Lüdtke es un deportista alemán que compitió en vela en la clase Flying Dutchman.
Ganó siete medallas en el Campeonato Mundial de Flying Dutchman entre los años 2012 y 2024, y una medalla en el Campeonato Europeo de Flying Dutchman de 2024.

## Palmarés internacional
| Campeonato Mundial | Campeonato Mundial               | Campeonato Mundial | Campeonato Mundial |
| Año                | Lugar                            | Medalla            | Clase              |
| ------------------ | -------------------------------- | ------------------ | ------------------ |
| 2012               | Santa Cruz (Estados Unidos)      | Medalla de bronce  | Flying Dutchman    |
| 2016               | Steinhude (Alemania)             | Medalla de plata   | Flying Dutchman    |
| 2019               | Nelson (Nueva Zelanda)           | Medalla de plata   | Flying Dutchman    |
| 2021               | Altea (España)                   | Medalla de plata   | Flying Dutchman    |
| 2022               | Campione d'Italia (Italia)       | Medalla de oro     | Flying Dutchman    |
| 2023               | Gdynia (Polonia)                 | Medalla de bronce  | Flying Dutchman    |
| 2024               | San Petersburgo (Estados Unidos) | Medalla de oro     | Flying Dutchman    |
| Campeonato Europeo |                                  |                    |                    |
| Año                | Lugar                            | Medalla            | Clase              |
| 2024               | Cádiz (España)                   | Medalla de plata   | Flying Dutchman    |